# Catasetum hookeri
Catasetum hookeri är en orkidéart som beskrevs av John Lindley. Catasetum hookeri ingår i släktet Catasetum och familjen orkidéer. Inga underarter finns listade i Catalogue of Life.